# Hamburger Forsythien-Kalender

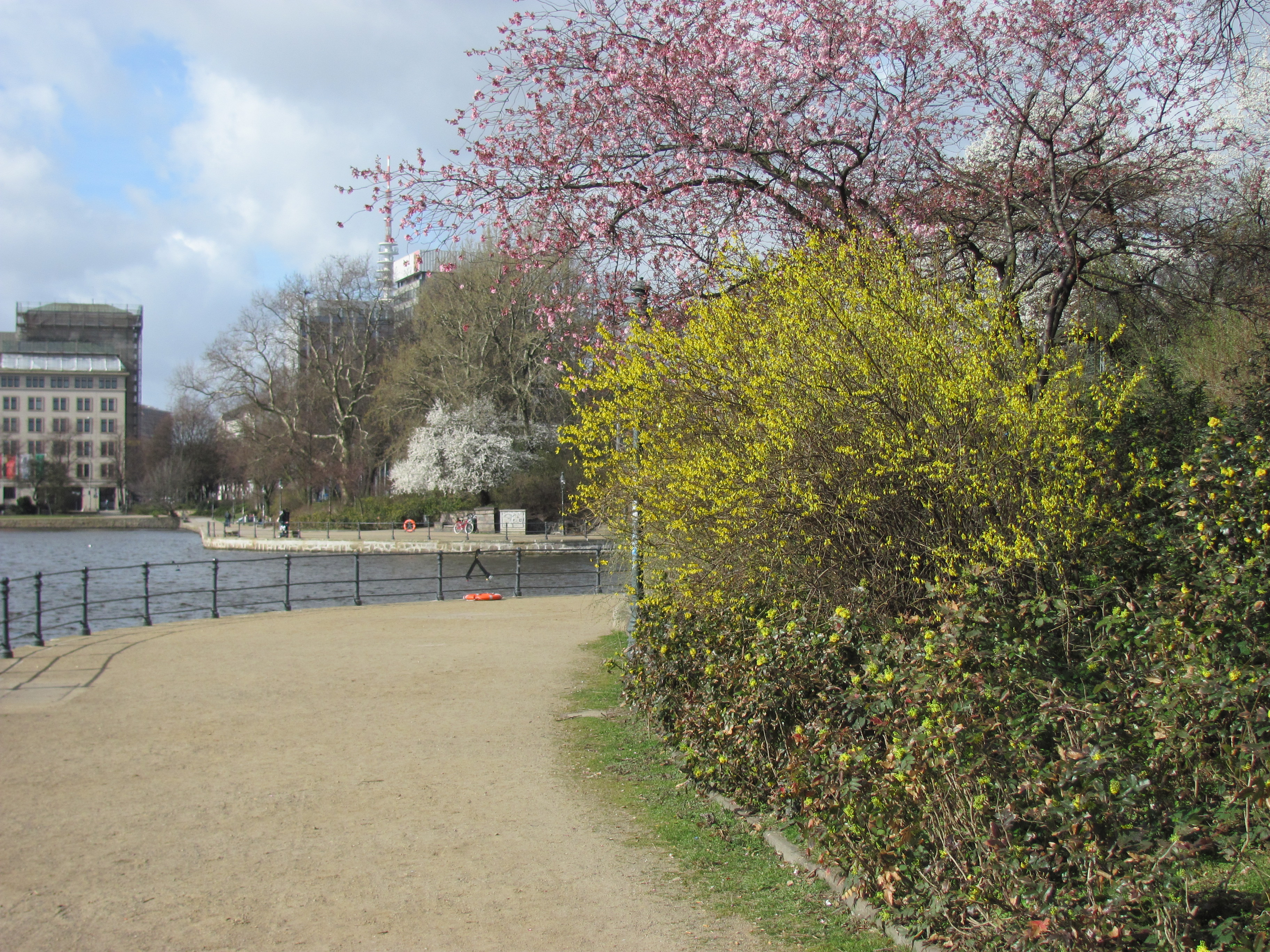
Forsythien an der Lombardsbrücke

Der Hamburger Forsythien-Kalender ist die phänometrische Aufzeichnung der Zeitpunkte des Blühbeginns der Forsythiensträucher an der Lombardsbrücke in Hamburg seit 1945.
Der Blühbeginn der frostempfindlichen Forsythie ist ein Indikator für den Erstfrühling und ist seit 1952 Teil der phänologischen Beobachtungen des Deutschen Wetterdienstes (DWD). Bei der Hamburger Lombardsbrücke handelt sich um die längste, dem DWD bekannte durchgehende Beobachtungsreihe.

## Geschichte
Im zerstörten Hamburg, kurz vor Ende des Zweiten Weltkriegs, fielen Carl Wendorf am 27. März 1945 die blühenden Forsythiensträucher inmitten der Trümmer an der Lombardsbrücke auf. Er beschloss, jedes Frühjahr den Blühbeginn zu notieren, was zu einer lückenlosen Aufzeichnung ab 1945 führte. Seit dem Tod von Carl Wendorf im Jahr 1984 führt Jens Iska-Holtz diese Liste weiter. Er meldet die Daten als phänologischer Beobachter an den Deutschen Wetterdienst.

## Blühbeginn
Die früheste Forsythienblüte an der Hamburger Lombardsbrücke gab es im Jahr 2002 am 15. Februar, die späteste im Jahr 1970 am 25. April. Der Unterschied von Jahr zu Jahr war vom 15. April 1987 zum 17. Februar 1988 am größten. Im Jahr 1995 stellte der DWD fest, dass die Lombardsbrücke mit einer Verfrühung um 26 Tage in 50 Jahren von allen Standorten mit einer phänologischen Datenreihe den stärksten Trend aufwies. Auch 2015 konstatierte der DWD für den Zeitraum zwischen 1945 und 2014 einen Trend zu einem früheren Blühbeginn, der aber im Vergleich zum Trend 1945–1995 schwächer ausfällt.
Ein früherer Blütenbeginn ist in der Regel mit höheren Temperaturen in den vorangehenden Monaten verbunden. So verfrühte sich die Forsythienblüte zwischen 1945 und 2006 deutlich – einhergehend mit höheren Temperaturen in den Monaten vor Blühbeginn. Ohne ausreichenden Kältereiz im Winter folgt die Forsythie jedoch nicht unbedingt der Temperatur (→ Vernalisation). So gab es im Winter 2006/2007 ein Temperaturmaximum an der Lombardsbrücke, dennoch blühte die Forsythie relativ spät, deutlich nach ihrem Rekordwert 2001/2002, weil im warmen Winter 2006/2007 der Kältereiz gefehlt hatte.

## Klimaindikator
Die Verfrühung der Forsythienblüte ist ein Indikator für Klimaänderungen an dem Standort. Neben der globalen Erwärmung sind auch andere Änderungen der Umwelteinflüsse an diesem urbanen Standort als Ursache für Änderungen des Blühbeginns in Betracht zu ziehen. Darunter mesoklimatische Entwicklungen: Eine Untersuchung städtischer Ballungszentren aus dem Jahr 2000, die die Forsythienblüte in Hamburg berücksichtigte, zeigte, dass der Vorfrühling in den untersuchten Städten ca. vier Tage früher eintrat als im Umland. Der Trend hin zu einem früheren Einsetzen des Vorfrühlings war in den Ballungszentren schwächer als in ländlichen Regionen.
Die Stadt Hamburg zieht in ihrem Klimafolgen-Monitoring im Bereich Landwirtschaft den Beginn der Forsythien-Blüte an der Lombardsbrücke als Indikator für langfristige Änderungen der Vegetationsentwicklung heran. Alle Indikatoren des Indikationsfeldes „Phänologische Veränderungen“ – neben dem Blühbeginn der Forsythie sind dies noch der des Apfels und der thermische Vegetationsbeginn – zeigen eine Verfrühung des Vegetationsbeginns in der Metropolregion Hamburg an.